# Die Einfriedung
Die Einfriedung ist eine autobiographisch gefärbte Erzählung von Wolfgang Hilbig, die 1979 entstand und 1980 in Frankfurt am Main erschien.

## Hintergrund
In der DDR im Jahr 1978: Wolfgang Hilbig hat vom 10. Mai bis Anfang Juli wegen illegaler Kontakte zum S. Fischer Verlag in Untersuchungshaft gesessen.

## Form
Die erzählte Zeit erstreckt sich über ein paar Stunden eines Tages. Am Tag zuvor war der Erzähler aus der Haft entlassen worden. Dieser Protagonist spaltet seine Persönlichkeit in ein Ich und ein Er auf. Zwischen denen wechselt er immer einmal. Inhaltlich gesehen macht sich der Erzähler über drei Themenkomplexe seine Gedanken. Da sind erstens befremdende traumartige Sequenzen: der Held im Bett sortiert im Erwachen die Gliedmaßen. Diese Impressionen sollten vielleicht nicht allzu ernst genommen werden, denn der Erzähler nimmt die diesbezüglichen Denkresultate – wie das bei Wolfgang Hilbig gang und gäbe ist – schließlich als bedauerliche Irrtümer zurück. Zweitens schaut der Erzähler hinaus in die durch jahrelangen Braunkohleabbau über Tage ruinierte Landschaft um sein Meuselwitz. Dabei denkt er zurück bis in die Zeit vor 1945. In der Zeit danach überstreicht der Gedankenflug den Werdegang als Schüler und Lehrling in der Ostzone und späteren DDR. Punkt drei wird unten unter „Haft“ skizziert. Die Vermengung der drei genannten Erzählebenen fordern den Leser.
Freilich ist der Text wesentlich vielschichtiger komponiert als hier skizziert. Zum Beispiel hat der Erzähler anscheinend keinen Rückhalt in der Bevölkerung: Wieder auf freiem Fuß, will er keinem Nachbarn begegnen. Denn im Nacken spürt er noch die Blicke der Leute hinter den Gardinen, als er „mit der Knebelkette am Handgelenk... in den Wagen geführt wurde.“

## Titel
Der wieder in Freiheit lebende Erzähler wurde angewiesen, sich an dem Tage nach der Entlassung – diesem Pyrrhussieg – bei der Behörde in der Kreisstadt zu melden. Ein Blick auf die Uhr belehrt, er wird den Zug dorthin verpassen. Aus Furcht vor neuer Verhaftung rennt er trotzdem los. Unten im Hausbriefkasten findet er eine Vorladung der Polizei vor. Sonst passiert in dem Text weiter nichts. Es ist bereits alles geschehen und der Ich-Erzähler macht sich lediglich seine Gedanken. In dem Sinne ist der Titel Einfriedung doppeldeutig. Einerseits steht Einfriedung für Gefängnis, in das der Protagonist eingesperrt worden war und andererseits wird auf einen der Hauptgedanken in dem Text angespielt. Dieser hängt mit dem paarmal auftauchenden Wort Frieden zusammen. Der Erzähler grübelt unter anderen unablässig über der Frage: Was ist, wenn ich mit den Behörden meinen Frieden mache?

## Haft
Von der Vereinsamung des Häftlings ist die Rede. Und reichlich zwei Wochen vor der „Freisetzung“ wurde er dazu durch mehrdeutige Äußerungen der „Sicherheitsbeamten“ verunsichert. Natürlich weiß der Erzähler daneben genug Eindeutiges aus den Wochen der Haft zu berichten: „Sie wissen doch, daß Sie mit dem Gesicht zur Wand zu stehen haben, Verhafteter,...“. Sein Bericht gipfelt in einer nächtlichen Prügelszene. Der Erzähler wird Ohrenzeuge, wie ein Häftling vom Wachpersonal mit dem Hartgummistock geschlagen wird.

## Rezeption
- Der Protagonist erinnert Gabriele Eckart an Foucaults Disziplinarindividuum.[9]
- Steiner[10] sieht die Selbstspaltung als Folge der Haft.
- Die erfahrene Entrechtung mache den ehemaligen Häftling sich selber fremd.[11]

### Textausgaben
- Erstveröffentlichung in der Neuen Rundschau, Heft 4 (1980), S. 19–38.
- Wolfgang Hilbig: Die Einfriedung. S. 84–103 in Jörg Bong (Hrsg.), Jürgen Hosemann (Hrsg.), Oliver Vogel (Hrsg.): Wolfgang Hilbig. Werke. Band Erzählungen und Kurzprosa. Mit einem Nachwort von Katja Lange-Müller. S. Fischer, Frankfurt am Main 2009, ISBN 978-3-10-033642-2.[A 6]

### Sekundärliteratur
- Erk Grimm: Im Abraum der Städte. Wolfgang Hilbigs topographische »Ich«-Erkundung. S. 62–74 in Heinz Ludwig Arnold (Hrsg.): Text+Kritik. Heft 123. Wolfgang Hilbig. München 1994, ISBN 3-88377-470-7
- Gabriele Eckart: Sprachtraumata in den Texten Wolfgang Hilbigs. in Richard Zipser (Hrsg.): DDR-Studien, Bd. 10. Peter Lang, Frankfurt am Main 1996, ISBN 0-8204-2645-8
- Sylvie Marie Bordaux: Literatur als Subversion. Eine Untersuchung des Prosawerkes von Wolfgang Hilbig. Cuvillier, Göttingen 2000 (Diss. Berlin 2000), ISBN 3-89712-859-4
- Jens Loescher: Mythos, Macht und Kellersprache. Wolfgang Hilbigs Prosa im Spiegel der Nachwende. Editions Rodopi B.V., Amsterdam 2003 (Diss. Berlin 2002), ISBN 90-420-0864-4
- André Steiner: Das narrative Selbst – Studien zum Erzählwerk Wolfgang Hilbigs. Erzählungen 1979–1991. Romane 1989–2000.  Peter Lang, Frankfurt am Main 2008 (Diss. Bremen 2007), ISBN 978-3-631-57960-2
- Birgit Dahlke: Wolfgang Hilbig. Meteore Bd. 8. Wehrhahn Verlag, Hannover 2011, ISBN 978-3-86525-238-8